# Peter Ellegast
Peter Ellegast (* 15. April 1939 in Konstanz) ist ein deutscher Wirtschaftsmanager.

## Leben
Peter Ellegast, aus einer Konstanzer Familie stammend, studierte Wirtschaftswissenschaften an der Universität zu Köln. 
Ellegast trat mit 26 Jahren in das Unternehmen Woolworth ein und wurde 1977 Vorstandsmitglied und 1985 Vorstandsvorsitzender der F. W. Woolworth Co. GmbH (Woolworth Deutschland). Zum 31. Dezember 1995 verließ er Woolworth; die deutsche Tochtergesellschaft trennte sich 1998 von der amerikanischen Muttergesellschaft Woolworth Company, die mittlerweile nicht mehr existiert.
Ellegast war anschließend als Mitglied der Unternehmensleitung für die Ressorts Controlling, Organisation, Logistik, Revision und Bauwesen und als Generalbevollmächtigter der Textilhandelsunternehmen Peek & Cloppenburg (P&C) für die Expansion in Deutschland zuständig. Er war Initiator der P&C-Projekte mit Richard Meier für den Stammsitz in Düsseldorf und Renzo Piano für das Kölner Weltstadthaus. 1999 ging er in den Ruhestand.
Er ist seit 1959 Mitglied der deutschen Studentenverbindung KDStV Salia (Breslau, Paderborn) zu Köln sowie der KDStV Rheinland Köln, beide im CV.
| Personendaten    | Personendaten                |
| ---------------- | ---------------------------- |
| NAME             | Ellegast, Peter              |
| KURZBESCHREIBUNG | deutscher Wirtschaftsmanager |
| GEBURTSDATUM     | 15. April 1939               |
| GEBURTSORT       | Konstanz                     |